# دالة التوزيع النقطي

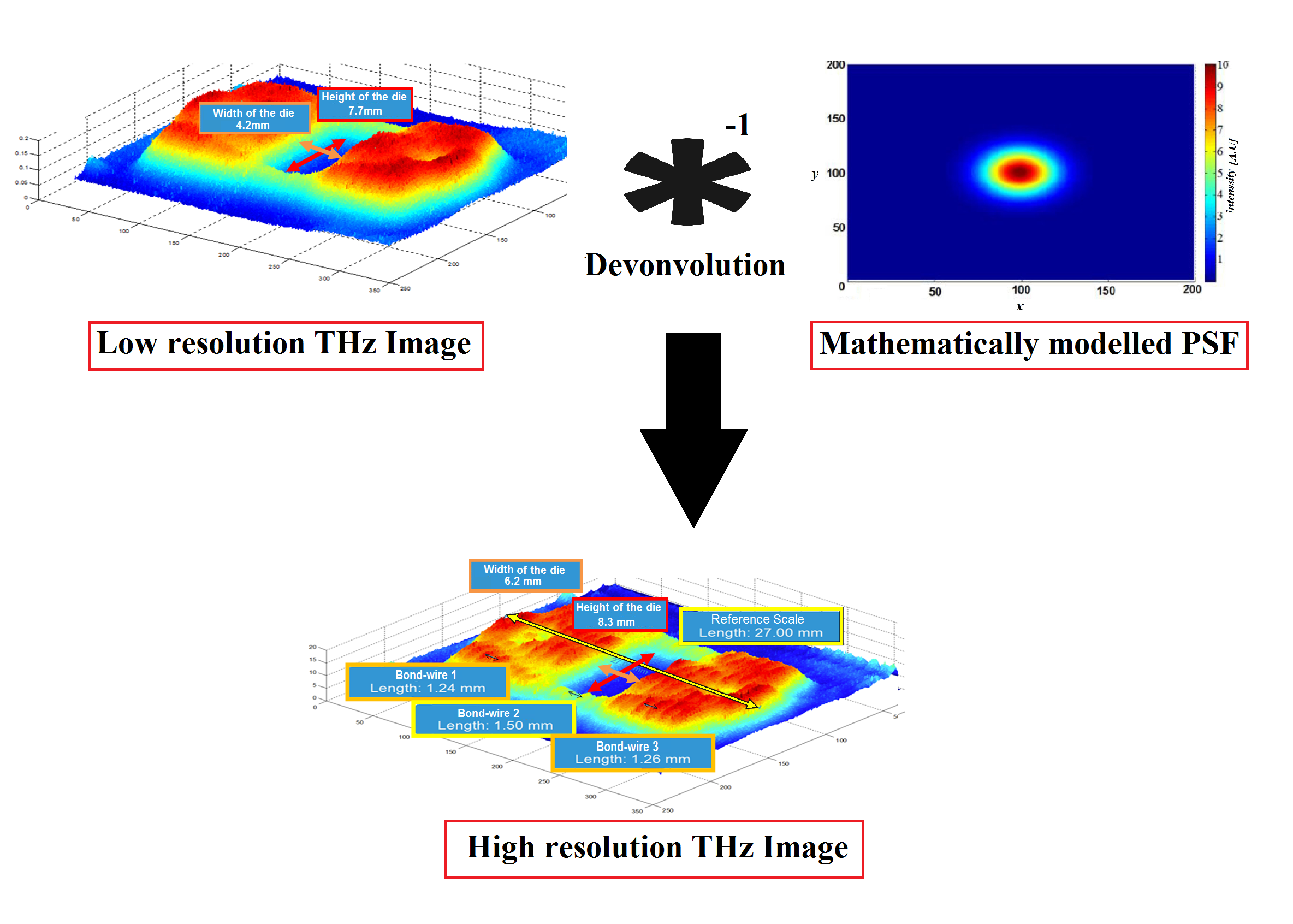
تطبيق دالة التوزيع النقطي PSF: إزالة التفاف الصور المعالجة رياضياً بواسطة PSF والصور ضعيفة الدقة والاستبانة يزيد من استبانة الصور الناتجة.

دالة التوزيع النقطي (يرمز لها PSF) هي دالة تصف استجابة نظام تصوير إلى مصدر إضاءة أو جسم نقطي، وهي تمثل الاستجابة النبضية لنظام بصري مركّز.
تفيد دالة التوزيع النقطي في دراسة ومعرفة أثر الأخطاء البصرية التي تؤثر على جودة نظام التصوير وعرض الصور في مجالات مختلفة مثل البصريات ومعالجة الصور الرقمية وفي التصوير التشخيصي الطبي وفي المجهر الإلكتروني والمجهريات الأخرى.